# فريديريك دوبريه
فريديريك دوبريه هو لاعب كرة قدم بلجيكي، ولد في 12 مايو 1979 في غنت في بلجيكا. شارك مع منتخب بلجيكا لكرة القدم. أما مع النوادي، فقد لعب مع زولته فاريجيم وستاندارد لييج وفاسلاند بيفيرين ونادي غينت ونادي لوكيرين.

## وصلات خارجية
- فريديريك دوبريه على موقع قاعدة بيانات كرة القدم.إي يو (الإنجليزية)